# Seneca (condado de Green Lake, Wisconsin)
Seneca es un pueblo ubicado en el condado de Green Lake en el estado estadounidense de Wisconsin. En el Censo de 2010 tenía una población de 408 habitantes y una densidad poblacional de 4,84 personas por km².

## Geografía
Seneca se encuentra ubicado en las coordenadas 43°56′55″N 89°4′9″O / 43.94861, -89.06917. Según la Oficina del Censo de los Estados Unidos, Seneca tiene una superficie total de 84.23 km², de la cual 82.13 km² corresponden a tierra firme y (2.49%) 2.1 km² es agua.

## Demografía
Según el censo de 2010, había 408 personas residiendo en Seneca. La densidad de población era de 4,84 hab./km². De los 408 habitantes, Seneca estaba compuesto por el 96.81% blancos, el 0% eran afroamericanos, el 0% eran amerindios, el 0.25% eran asiáticos, el 0% eran isleños del Pacífico, el 1.23% eran de otras razas y el 1.72% pertenecían a dos o más razas. Del total de la población el 1.72% eran hispanos o latinos de cualquier raza.